# Aspidosperma cruentum
Aspidosperma cruentum är en oleanderväxtart som beskrevs av Robert Everard Woodson. Aspidosperma cruentum ingår i släktet Aspidosperma och familjen oleanderväxter. Inga underarter finns listade i Catalogue of Life.